# 黔西州
黔西州，清朝時設置的州。
在今貴州省黔西市。漢牂柯郡地；三國蜀漢封羅甸國於此；明朝建水西城；清朝討平水西安民，康熙三年（1664年），改置黔西府，二十二年（1683年）降為黔西州，屬貴州省大定府，二十六年（1687年）改隸威寧府，雍正七年（1729年）仍來隸大定府。民國二年（1913年）九月，改為黔西縣，三年六月，劃屬貴州貴西道，國民政府成立，廢道，直屬貴州省政府。居民多以農為業。出產以玉蜀黍為大宗，桐油、桔梗也不少，穀米次之，附近礦產亦多，尤以煤礦最豐。